# Новоюгинское сельское поселение
Новою́гинское се́льское поселе́ние — муниципальное образование (сельское поселение) в Каргасокском районе Томской области, Россия. В состав поселения входят 4 населённых пункта. Административный центр поселения — село Новоюгино. Население — 944 чел. (2021).
Первый населённый пункт на территории поселения — село Староюгино — был основан во второй половине XIX века семьёй поселенцев Югиных.

## География
Поселение располагается в низовьях реки Васюган. Недалеко от впадения Васюгана в Обь расположен райцентр — село Каргасок. Расстояние от Новоюгина до Каргаска — 27 км. Площадь — 696,06 км².

## Население
| 2002  | 2010  | 2012  | 2013  | 2014  | 2015  | 2016  |
| ----- | ----- | ----- | ----- | ----- | ----- | ----- |
| 957   | ↗1354 | ↘1312 | ↘1295 | ↘1272 | ↘1257 | ↘1248 |
| 2017  | 2018  | 2019  | 2020  | 2021  |       |       |
| ↗1258 | ↘1234 | ↘1201 | ↗1204 | ↘944  |       |       |

## Населённые пункты и власть
| Населённый пункт   | Население (01.01.2011) | Население (01.01.2012) | Население (01.08.2012) | Население (01.01.2013) |
| ------------------ | ---------------------- | ---------------------- | ---------------------- | ---------------------- |
| с. Новоюгино       | 537                    | 526                    | 525                    | 532                    |
| с. Староюгино      | 528                    | 514                    | 514                    | 482                    |
| пос. Большая Грива | 232                    | 294                    | 232                    | 222                    |
| с. Наунак          | 36                     | 40                     | 41                     | 41                     |

Изменение общей численности населения муниципального образования по годам: 01.01.2011 г. — 1333 чел., 01.01.2012 — 1374, 01.08.2012 — 1312, 01.01.2013 — 1277.
Сельским поселением управляют глава поселения и Совет. Глава сельского поселения — Клейнфельдер Ольга Александровна.

## Экономика
Основу местной экономики составляют сельское хозяйство, розничная торговля, рыболовство, заготовка древесины (ООО «Кедр», ООО «Сиблесэкспорт»). В поселении зарегистрированы 16 субъектов малого предпринимательства. Действуют автобусное и речное сообщение.

## Образование, социальная сфера и культура
На территории поселения работают: две средних и одна основная школы, два детских сада, четыре фельдшерско-акушерских пункта, два дома культуры, две библиотеки.